# Bourgtheroulde-Infreville
Bourgtheroulde-Infreville è un ex comune francese di 2 949 abitanti situato nel dipartimento dell'Eure nella regione della Normandia. Dal 1º gennaio 2016 è stato accorpato ai comuni di Bosc-Bénard-Commin e Thuit-Hébert per formare il nuovo comune di Grand Bourgtheroulde.

## Società

### Evoluzione demografica
Abitanti censiti